# Paradoxopsyllus aculeolatus
Paradoxopsyllus aculeolatus är en loppart som beskrevs av Ge Long et Ma Liming 1988. Paradoxopsyllus aculeolatus ingår i släktet Paradoxopsyllus och familjen smågnagarloppor. Inga underarter finns listade i Catalogue of Life.